# 小白楼駅
小白楼駅（しょうはくろう-えき）は中華人民共和国天津市和平区に位置する天津地下鉄1号線の駅。

## 駅構造
- 島式ホーム1面2線の地下駅で、ホームドア完備。出口はA～Dの4箇所ある。

## 駅周辺
- 天津外国語学院
- 国際経済貿易中心
- 南京路小学
- 天津二十中学
- 天津市公安医院
- 新華中学
- 中国建設銀行天津支店

## 歴史
- 2006年6月12日 - 開業。

## 隣の駅
- ■1号線

下瓦房駅 - 小白楼駅 - (新華路駅) - 営口道駅
座標: 北緯39度06分49秒 東経117度12分34秒 / 北緯39.1137度 東経117.2094度